# Un royaume sous la mer
Un royaume sous la mer est un roman d'Henri Queffélec publié en 1957 aux Presses de la Cité et ayant reçu le Grand prix du roman de l'Académie française l'année suivante.

## Éditions
- Un royaume sous la mer, Presses de la Cité, 1957.